# كارين هوليداي
كارين هوليداي (بالإنجليزية: Karen Holliday)‏ مواليد 12 فبراير 1966 في نيلسون، هي دراج نيوزلندية سابقة في صنف سباق الدراجات على الطريق وعلى المضمار.

## روابط خارجية
- كارين هوليداي على موقع أرشيف الدراجات (الإنجليزية)
- كارين هوليداي على موقع إحصائيات الدراجات الإحترافية (الإنجليزية)
- كارين هوليداي على موقع قاعة نيوزيلندا للمشاهير الرياضية (الإنجليزية)